# Hayange
Hayange (fràncic lorenès Heengen, alemany Hayingen) és un municipi francès situat al departament del Mosel·la i a la regió del Gran Est. L'any 2007 tenia 15.135 habitants.

## Demografia

### Població
El 2007 la població de fet de Hayange era de 15.135 persones. Hi havia 6.240 famílies, de les quals 1.920 eren unipersonals (820 homes vivint sols i 1.100 dones vivint soles), 1.848 parelles sense fills, 1.888 parelles amb fills i 584 famílies monoparentals amb fills.
La població ha evolucionat segons el següent gràfic:
Habitants censats

### Habitatges
El 2007 hi havia 6.919 habitatges, 6.365 eren l'habitatge principal de la família, 24 eren segones residències i 530 estaven desocupats. 3.814 eren cases i 3.052 eren apartaments. Dels 6.365 habitatges principals, 3.976 estaven ocupats pels seus propietaris, 2.275 estaven llogats i ocupats pels llogaters i 115 estaven cedits a títol gratuït; 239 tenien una cambra, 543 en tenien dues, 1.420 en tenien tres, 1.812 en tenien quatre i 2.352 en tenien cinc o més. 3.971 habitatges disposaven pel capbaix d'una plaça de pàrquing. A 2.666 habitatges hi havia un automòbil i a 2.210 n'hi havia dos o més.

### Piràmide de població
La piràmide de població per edats i sexe el 2009 era:
| Homes | Edats   | Dones |
| ----- | ------- | ----- |
| 4     | 95 o +  | 20    |
| 4     | 90 a 94 | 44    |
| 60    | 85 a 89 | 92    |
| 72    | 80 a 84 | 120   |
| 256   | 75 a 79 | 316   |
| 324   | 70 a 74 | 428   |
| 532   | 65 a 69 | 552   |
| 456   | 60 a 64 | 476   |
| 412   | 55 a 59 | 292   |
| 468   | 50 a 54 | 480   |
| 548   | 45 a 49 | 624   |
| 644   | 40 a 44 | 556   |
| 608   | 35 a 39 | 588   |
| 460   | 30 a 34 | 548   |
| 452   | 25 a 29 | 428   |
| 404   | 20 a 24 | 360   |
| 484   | 15 a 19 | 512   |
| 472   | 10 a 14 | 568   |
| 464   | 5 a 9   | 400   |
| 356   | 0 a 4   | 300   |

## Economia
El 2007 la població en edat de treballar era de 9.712 persones, 6.704 eren actives i 3.008 eren inactives. De les 6.704 persones actives 5.924 estaven ocupades (3.203 homes i 2.721 dones) i 781 estaven aturades (372 homes i 409 dones). De les 3.008 persones inactives 777 estaven jubilades, 890 estaven estudiant i 1.341 estaven classificades com a «altres inactius».

### Ingressos
El 2009 a Hayange hi havia 6.568 unitats fiscals que integraven 15.435 persones, la mediana anual d'ingressos fiscals per persona era de 15.996,5 €.

### Activitats econòmiques
Dels 543 establiments que hi havia el 2007, 8 eren d'empreses extractives, 17 d'empreses alimentàries, 2 d'empreses de fabricació de material elèctric, 19 d'empreses de fabricació d'altres productes industrials, 47 d'empreses de construcció, 153 d'empreses de comerç i reparació d'automòbils, 14 d'empreses de transport, 44 d'empreses d'hostatgeria i restauració, 7 d'empreses d'informació i comunicació, 31 d'empreses financeres, 26 d'empreses immobiliàries, 50 d'empreses de serveis, 73 d'entitats de l'administració pública i 52 d'empreses classificades com a «altres activitats de serveis».
Dels 131 establiments de servei als particulars que hi havia el 2009, 1 era una comissaria de policia, 1 oficina d'administració d'Hisenda pública, 2 oficines del servei públic d'ocupació, 10 oficines bancàries, 2 funeràries, 9 tallers de reparació d'automòbils i de material agrícola, 1 taller d'inspecció tècnica de vehicles, 3 autoescoles, 5 paletes, 9 guixaires pintors, 5 fusteries, 12 lampisteries, 6 electricistes, 3 empreses de construcció, 23 perruqueries, 2 veterinaris, 2 agències de treball temporal, 22 restaurants, 2 agències immobiliàries, 2 tintoreries i 9 salons de bellesa.
Dels 69 establiments comercials que hi havia el 2009, 4 eren supermercats, 1 un supermercat, 3 botiges de menys de 120 m², 11 fleques, 2 carnisseries, 1 una botiga de congelats, 2 llibreries, 22 botigues de roba, 2 botigues d'equipament de la llar, 3 sabateries, 3 botigues d'electrodomèstics, 2 botigues de mobles, 2 botigues de material esportiu, 1 una botiga de material esportiu, 4 perfumeries, 2 joieries i 4 floristeries.
L'any 2000 a Hayange hi havia 4 explotacions agrícoles.

## Equipaments sanitaris i escolars
El 2009 hi havia 1 hospital de tractaments de curta durada, 1 hospital de tractaments de mitja durada (seguiment i rehabilitació, 2 centres de salut, 6 farmàcies i 1 ambulància.
El 2009 hi havia 7 escoles maternals i 4 escoles elementals. A Hayange hi havia 2 col·legis d'educació secundària, 1 liceu d'ensenyament general i 1 liceu tecnològic. Als col·legis d'educació secundària hi havia 932 alumnes, als liceus d'ensenyament general n'hi havia 525 i als liceus tecnològics 416.

## Poblacions més properes
El següent diagrama mostra les poblacions més properes.